# 유헌열
유헌열(柳憲烈, 일본식 이름: 柳澤憲烈 또는 柳澤憲治, 1906년 12월 13일 ~ 1967년)은 일제강점기와 대한민국의 법조인이다.

## 생애
본관은 문화이며 충청남도 연기군 출신이다. 1931년에 경성제국대학 법문학부 법률과를 졸업하였다. 졸업 후 광주지방법원에서 서기로 일했으며, 고등문관시험 사법과와 조선변호사시험에 합격하면서 조선총독부 판사로 임용되어 근무했다.
일제 강점기 동안 함흥지방법원과 부산지방법원, 함흥지방법원 원산지청에서 차례로 사법관시보와 판사를 지냈다. 부산지방법원 판사로 재직 중이던 1943년을 기준으로 종7위에 서위되어 있었다.
태평양 전쟁 종전 시점에 소군정 지역인 원산에 있다가 삼팔선 이남으로 월남해 내려왔다. 부산에서 변호사를 개업하고 부산변호사회 회장을 지냈고, 이후 대전으로 옮겨 대전변호사협회 회장을 역임했다. 조카인 유지원과는 우익 계열에서 함께 활동하였다.
한동안 변호사로 재야에 머물다가 제1공화국 말기에 다시 판사로 등용되어, 서울고등법원 부장판사와 대전지방법원 법원장을 역임했다. 변호사와 변리사를 겸해 활동하던 중 1967년에 사망했다.
2008년 민족문제연구소가 발표한 친일인명사전 수록예정자 명단 중 사법 부문에 포함되었다.

## 참고자료
- 유헌렬(柳憲烈) - 국사편찬위원회